# Putaoa megacantha
Espèce
Synonymes
- Weintrauboa megacanthus Xu & Li, 2007

Putaoa megacantha est une espèce d'araignées aranéomorphes de la famille des Linyphiidae.

## Distribution
Cette espèce est endémique du Sichuan en Chine,. Elle se rencontre dans le xian de Luding.

## Description
Le mâle holotype mesure 4,27 mm.

## Systématique et taxinomie
Cette espèce a été décrite sous le protonyme Weintrauboa megacanthus par Xu et Li en 2007. Elle est placée dans le genre Putaoa par Hormiga et Tu en 2008.

## Publication originale
- Xu & Li, 2007 : « Taxonomic study of the spider family Pimoidae (Arachnida: Araneae) from China. » Zoological Studies, vol. 46, p. 483-502 (texte intégral).